# Lorenzo Maasland
Lorenzo Maasland (Rotterdam, 25 februari 2005) is een Nederlands voetballer die doorgaans als aanvaller speelt. Hij komt uit voor ADO Den Haag.

## Clubcarrière
Maasland speelde in de jeugd bij HVC '10 uit Hoek van Holland en FC 's-Gravenzande, waarna hij op 12-jarige leeftijd vertrok naar de jeugdopleiding van ADO Den Haag. In 2024 brak hij door naar het eerst elftal, dat uitkwam in de Keuken Kampioen Divisie. Hij zat vanaf het begin van het seizoen bij de selectie en maakte op 9 oktober 2024 zijn debuut tegen TOP Oss (5-1). Hij kwam in de 85e minuut in de ploeg voor Daryl van Mieghem. In december 2024 kreeg hij zijn eerste profcontract aangeboden bij de club uit Den Haag. In maart 2025 raakte hij geblesseerd en is lang uit de roulatie.

## Statistieken
| Seizoen | Club         | Competitie     | Competitie | Competitie | Beker | Beker | Overig | Overig | Totaal | Totaal |
| Seizoen | Club         | Competitie     | Wed.       | Dlp.       | Wed.  | Dlp.  | Dlp.   | Dlp.   | Wed.   | Dlp.   |
| ------- | ------------ | -------------- | ---------- | ---------- | ----- | ----- | ------ | ------ | ------ | ------ |
| 2024/25 | ADO Den Haag | Eerste divisie | 14         | 0          | 0     | 0     | 0      | 0      | 14     | 0      |
| Totaal  | Totaal       | Totaal         | 14         | 0          | 0     | 0     | 0      | 0      | 14     | 0      |

Bijgewerkt op 28 maart 2025.